# Tenis ziemny na Letniej Uniwersjadzie 1970
Tenis na Letniej Uniwersjadzie 1970 – zawody tenisowe podczas letniej uniwersjady w Turynie rozegrano od 28 sierpnia do 3 września. W zawodach uczestniczyło 82 graczy (w tym 28 kobiet) z 25 krajów. W gronie tym zabrakło reprezentantów Polski.

## Klasyfikacja medalowa
| Klasyfikacja medalowa | Klasyfikacja medalowa | Klasyfikacja medalowa | Klasyfikacja medalowa | Klasyfikacja medalowa | Klasyfikacja medalowa |
| --------------------- | --------------------- | --------------------- | --------------------- | --------------------- | --------------------- |
| Miejsce               | Kraj                  | Złoto                 | Srebro                | Brąz                  | Razem                 |
| 1                     | ZSRR                  | 2                     | 2                     | 1                     | 5                     |
| 2                     | Japonia               | 1                     | 2                     | 0                     | 3                     |
| 3                     | Francja               | 1                     | 0                     | 1                     | 2                     |
| 4                     | Holandia              | 1                     | 0                     | 0                     | 1                     |
| 5                     | Australia             | 0                     | 1                     | 0                     | 1                     |
| 6                     | Stany Zjednoczone     | 0                     | 0                     | 2                     | 2                     |
| 7                     | Włochy                | 0                     | 0                     | 1                     | 1                     |